# Черноморци
Черноморци е село в Североизточна България. То се намира в община Шабла, област Добрич.

## История
Село Черноморци е основано от бежанци след потушаването на Априлското въстание, произхождащи предимно от Жеравна и другите подбалкански села. Основният им поминък са били земеделието и скотовъдството.
Името на селото идва от войните с Румъния, както е прието в тази част на страната  (например Генерал Кантарджиево, Генерал Киселово, Поручик Чунчево). Тук е било разположено военно подразделение от бреговите части, които на жаргон са били известни като „черноморци“.

## Население
Преброяване на населението през 2011 г.
Численост и дял на етническите групи според преброяването на населението през 2011 г.:
|                     | Численост | Дял (в %) |
| Общо                | 81        | 100,00    |
| Българи             | 66        | 81,48     |
| Турци               | 0         | 0,00      |
| Цигани              | 15        | 18,51     |
| Други               | 0         | 0,00      |
| Не се самоопределят | 0         | 0,00      |
| Неотговорили        | 0         | 0,00      |

## Религии
Жителите на село Черноморци са източноправославни християни.

## Културни и природни забележителности
Селото има умерен климат и плодородни земи. Среща трудности с напояването. Зимата може да бъде изключително сурова в резултат на северните студени маси, преминаващи през Румъния. Има чести навявания.
Поради близостта си с морето и Дуранкулашкото езеро селото е подходящо за любителите на природата и лова. Еднакво отдалечено е от Дуранкулак и Крапец, чиито плажове са красиви, огромни и безлюдни.
Много спокойно и усамотено място, което същевременно е лесно достъпно — 1 ч. 10 мин. от Варна с кола.
Наблизо се намират най-добрите морски курорти на Румъния, също и Русалка, нос Калиакра.